# Réseau européen de recherche en robotique
Le Réseau européen de la recherche en robotique (ou EURON pour European Robotics Research Network) associe environ 200 centres de recherche en robotique en Europe pour fournir une vision européenne et à long termes de la recherche en robotique. Ces centres sont universitaires ou situés dans des entreprises. 

## Enjeux et objectifs
L'objectif déclaré de ce réseau qui se veut être un « réseau d'excellence » est de stimuler et promouvoir la recherche, le transfert de technologie, l'éducation mais aussi le commerce autour de la robotique en Europe (selon SPARC (« partenariat pour la robotique en Europe », le chiffre d'affaires mondial du secteur de la robotique devrait passer de 22 milliards d'euros de ventes annuelles à un chiffre compris entre 50 et 62 milliards avant 2020 et pour la robotique industrielle (secteur en croissance de 8%/an en 2016) la part européenne du marché mondial serait d'environ 32%, mais encore trop concentrée dans le secteur de l'automobile ; la part de l'Europe dans le marché de la robotique de service dans le monde s'élèverait en 2016 à 63%, l'excellence européenne résultant d'une bonne interdisciplinarité dans le domaine des «robots intelligents» et d'une culture de coopération entre l'industrie et les universités). 
Euron est aussi un « pendant » aux communautés de ce type qui existaient au Japon et aux États-Unis, construites de manière cohérente autour de thèmes et organismes fédérateurs et/ou d'organismes ou systèmes de financement spécifiques,. 
Il joue aussi un rôle international en Europe en tant que « point focal » pour la Commission européenne ; 
Ce point de contact vise surtout à préparer des feuilles de route et faciliter l'accès des membres du réseau aux propositions de financement dans le domaine de la recherche robotique (principalement dans le cadre du septième programme-cadre. 

## Histoire
Le réseau EURON a été fondé en 2000 grâce à des fonds du Cinquième programme-cadre de recherche de la Commission européenne (CE). 
Il a été officialisé le 1er décembre 2000 à l'occasion de sa première réunion (à Las Palmas en Espagne les 18 et 19 janvier 2001). 
En aout 2011, EURON comptait 230 membres venant de 27 pays avec des instituts membres dans toute l'Europe (y compris les "pays associés" tels que la Turquie et Israël). Ces membres font tous de la Recherche fondamentale et de la recherche appliquée en robotiques dans des universités, des instituts de  transfert de technologie  (tels que le Fraunhofer-Gesellschaft en Allemagne), des réseaux de recherche publique (ex : CNRS en France) ou privée (ex : ABB ou KUKA).
Les aides financières européennes qui ont permis la création d'EURON ont été prolongées en 2004 pour quatre ans et se sont terminées en avril 2008 (le projet a été dénommé EURON 2 durant cette période).

Depuis le réseau s'est maintenu comme organisation axée sur la communauté et est actuellement dénommé EURON 3 ; il cherche à combler le fossé qui sépare les développeurs européens de robotique industrielle et les industries traditionnelles ou le grand  public qui exploitent en aval cette technologie. 
EURON vise aussi à améliorer l'éducation et la formation des doctorants et des ingénieurs en robotique industrielle.
Les membres de l'EURON ont participé à l'euRobotics avec l'European Robotics Platform (EUROP) une Action de Coordination (CA) financée par la Commission européenne  pour aider à atteindre ces objectifs. 
EURON propose deux prix annuels : 
1. l'un pour la meilleure thèse de doctorat de l'année précédente, il s'agit du Georges Giralt PhD Award en l'honneur de Georges Giralt)
2. l'autre récompensant le transfert technologique (euRobotics Technology Transfer Award), de l'université ou des centres de recherche vers les entreprises.

## Domaines clés
Les domaines d'action de ce réseau sont la coordination de la recherche, l'enseignement et l'éducation, les conférences et les publications, les liens industriels et les liens internationaux. 
Euron s'est aussi intéressé à la prospective du domaine et à l'éthique de la robotique (notamment dans le domaine médical et du soin aux autres) en soutenant un atelier sur ce thème et une feuille de route (EURON Roboethics Roadmap) ,,

## Animation, gouvernance
L'animation s'organise via des groupes de travail ad hoc dénommés « Groupes d'intérêts » qui doivent aborder des problèmes spécifiques des cinq domaines clés (listés plus haut). 
Le réseau, « coordonné par un comité consultatif multinational », peut s'appuyer sur plusieurs bases de données concernant les problèmes industriels, la compétence en recherche, le matériel éducatif, les ressources partagées, etc.